# الألعاب البارالمبية الصيفية 2028
الألعاب البارالمبية الصيفية 2028، والمعروفة أيضاً باسم الألعاب البارالمبية الصيفية الثامنة عشرة، وكذلك باسم لوس أنجلوس 2028 أو (LA28)، هي حدث بارالمبي دولي متعدد الرياضات تنظمه اللجنة البارالمبية الدولية، ومن المقرر أن يقام في الفترة من 15 إلى 27 أغسطس 2028، في لوس أنجلوس، كاليفورنيا، الولايات المتحدة.
ستمثل هذه الألعاب البارالمبية الصيفية، التي تستضيفها لوس أنجلوس لأول مرة، أول دورة بارالمبية صيفية منذ نسخة 1996 في أتلانتا تقام في الولايات المتحدة، والثالثة في العموم.
كما ستشهد هذه الدورة ظهور رياضة التسلق البارالمبي لأول مرة.

## العطاءات
تعين على الفائز بعطاء دورة الألعاب الأولمبية الصيفية 2024 أن يستضيف أيضاً دورة الألعاب البارالمبية الصيفية 2024 كجزء من اتفاقية رسمية بين اللجنة البارالمبية الدولية واللجنة الأولمبية الدولية التي أُقرت لأول مرة في 2001.
نظراً للمخاوف بشأن انسحاب عدد من المدن خلال عملية تقديم العطاءات لدورة الألعاب الأولمبية الشتوية 2022 ودورة الألعاب الأولمبية الصيفية 2024، جرت الموافقة على عملية منح دورتي 2024 و2028 في وقت واحد للمدينتين الأخيرتين في السباق لاستضافة دورة الألعاب الأولمبية الصيفية لعام 2024 - لوس أنجلوس وباريس - في جلسة غير عادية للجنة الأولمبية الدولية في 11 يوليو 2017 في لوزان. كان يُنظر إلى باريس على أنها المضيف المفضل لدورة الألعاب 2024. وقد أعلنت اللجنة الأولمبية الدولية في 31 يوليو 2017 أن لوس أنجلوس هي المرشح الوحيد لدورة الألعاب 2028، مما مهد الطريق لتأكيد باريس كمدينة مضيفة لدورة الألعاب 2024. وصُدق على كلا القرارين في الدورة 131 للجنة الأولمبية الدولية في 13 سبتمبر 2017.

## الملاعب

### منتزه وسط المدينة الرياضي
| الملعب                     | المنافسات                                 | السعة      | الحالة |
| -------------------------- | ----------------------------------------- | ---------- | ------ |
| صالة كريبتو دوت كوم        | كرة السلة على الكراسي المتحركة            | 18,000     | دائم   |
| غالن سنتر                  | الجودو                                    | 10,300     | دائم   |
| غالن سنتر                  | التايكوندو                                | 10,300     | دائم   |
| غالن سنتر                  | كرة الريشة                                | 10,300     | دائم   |
| غراند بارك                 | الماراثون                                 | 5,000      | مؤقت   |
| غراند بارك                 | ركوب الدراجات على الطرق                   | 5,000      | مؤقت   |
| مركز مؤتمرات لوس أنجلوس    | كرة الهدف                                 | سيعلن عنها | دائم   |
| مركز مؤتمرات لوس أنجلوس    | الرغبي على الكراسي المتحركة               | سيعلن عنها | دائم   |
| مركز مؤتمرات لوس أنجلوس    | المبارزة على الكراسي المتحركة             | سيعلن عنها | دائم   |
| مركز مؤتمرات لوس أنجلوس    | بوتشيا                                    | سيعلن عنها | دائم   |
| مركز مؤتمرات لوس أنجلوس    | كرة الطائرة                               | سيعلن عنها | دائم   |
| مدرج لوس أنجلوس التذكاري   | ألعاب القوى                               | 77,500     | دائم   |
| مدرج لوس أنجلوس التذكاري   | الاحتفالات                                | 77,500     | دائم   |
| مسرح مايكروسوفت            | رفع الأثقال                               | 7,100      | دائم   |
| قرية جامعة جنوب كاليفورنيا | القرية الإعلامية، المركز الإعلامي الرئيسي | —          | دائم   |

### متنزه فالي الرياضي
| الملعب              | المنافسات      | السعة     | الحالة |
| ------------------- | -------------- | --------- | ------ |
| متنزه حوض سيبولفيدا | الرماية بالقوس | سيعلن عنه | مؤقت   |

### متنزه ساوث باي الرياضي
| الملعب                                   | المنافسات                 | السعة                   | الحالة |
| ---------------------------------------- | ------------------------- | ----------------------- | ------ |
| حديقة ديغنيتي هيلث الرياضية - ملعب تنس   | تنس الكراسي المتحركة      | 10,000 (الملعب المركزي) | دائم   |
| حديقة ديغنيتي هيلث الرياضية - ملعب التنس | كرة القدم للمكفوفين       | 5,000                   | مؤقت   |
| مركز فيلو الرياضي                        | سباق الدراجات على المضمار | 2,450                   | دائم   |

### متنزه لونغ بيتش الرياضي
| الملعب               | المنافسات             | السعة     | الحالة |
| -------------------- | --------------------- | --------- | ------ |
| وسط مدينة لونغ بيتش  | السباحة               | سيعلن عنه | مؤقت   |
| وسط مدينة لونغ بيتش  | الترياثلون البارالمبي | سيعلن عنه | مؤقت   |
| ملعب لونغ بيتش مارين | التجديف               | سيعلن عنه | دائم   |
| ملعب لونغ بيتش مارين | الكانو البارالمبي     | سيعلن عنه | دائم   |

### ويست سايد
| الملعب                       | المنافسات                                         | السعة | الحالة |
| ---------------------------- | ------------------------------------------------- | ----- | ------ |
| جامعة كاليفورنيا، لوس أنجلوس | القرية البارالمبيةو مركز تدريب القرية البارالمبية | غ/م   | دائم   |

### ملاعب جنوب كاليفورنيا
| الملعب                                        | الموقع          | المنافسات                                | السعة     | الحالة |
| --------------------------------------------- | --------------- | ---------------------------------------- | --------- | ------ |
| غالواي داونز                                  | وادي تيميكولا   | ركوب الخيل                               | سيعلن عنه | دائم   |
| سيعلن عنه                                     | خارج لوس أنجلوس | الرماية                                  | سيعلن عنه | دائم   |
| مركز أخبار بروكاو/مجموعة استوديوهات يونيفرسال | يونيفرسال سيتي  | مركز البث الدولي/المركز الإعلامي الرئيسي | غ/م       | دائم   |

## الألعاب
تقدمت 33 رياضة بطلبات إدراج في الألعاب، بما في ذلك 22 رياضة شاركت في منافسات 2024، وعرض لإعادة كرة القدم البارالمبية (كرة القدم لذوي الشلل الدماغي)، وعرض المصارعة الذراعية، وكرة الطائرة الشاطئية البارالمبية، وتسلق الجبال البارالمبي، ورياضة الرقص على الكراسي المتحركة، والغولف، والكاراتيه، وكرة القدم على الكراسي الكهربائية المتحركة، والإبحار، وركوب الأمواج، وكرة اليد على الكراسي المتحركة كرياضات جديدة.
جرى التصديق على البرنامج الأولي المكون من 22 رياضة في اجتماع مجلس إدارة اللجنة البارالمبية الدولية في يناير 2023، دون أي تغييرات على برنامج الألعاب البارالمبية الصيفية 2024. وأدرجت اللجنة البارالمبية الدولية تسلق الجبال وركوب الأمواج لذوي الاحتياجات الخاصة في القائمة المختصرة للنظر فيها كرياضات جديدة من قبل اللجنة المنظمة لدورة لوس أنجلوس 28. في يونيو 2024، أعلنت لجنة لوس أنجلوس 28 أنها اقترحت على اللجنة البارالمبية الدولية إدراج رياضة تسلق الجبال، والتي صُدق عليها في 26 يونيو.
| - القوس والسهم - ألعاب القوى - كرة الريشة - كرة القدم للمكفوفين - البوتشيا - ركوب الدراجات - الفروسية - كرة الهدف - الجودو - الكانو لذوي الاحتياجات الخاصة - التسلق لذوي الاحتياجات الخاصة - الترياثلون لذوي الاحتياجات الخاصة | - رفع الأثقال - التجديف - الرماية - الكرة الطائرة بوضعية الجلوس - السباحة - كرة الطاولة - التايكوندو - كرة السلة على الكراسي المتحركة - المبارزة على الكراسي المتحركة - الرغبي على الكراسي المتحركة - التنس على الكراسي المتحركة |

## التسويق

### الشعار
كُشف عن شعارات الألعاب الأولمبية الصيفية والبارالمبية لعام 2028 في الأول من سبتمبر 2020، والتي تضم الحرفين «LA» و«28» في تخطيط مكدس. وقد صُمم الحرف «A» في «LA» ليكون قابلاً للتبديل، مع نُسخ جرى عملها بالتعاون مع الرياضيين والفنانين والمشاهير المحليين. وهناك إصدارات، من بين المجموعة الأكبر من متغيرات الشعار، مصممة بالتعاون مع الرياضيين البارالمبيين، بما في ذلك سكوت باسيت (المستوحى من رمز اللانهاية)، عزرا فريش، ليكس غيليت، جمال هيل، وأوز سانشيز.